# Bacuranao

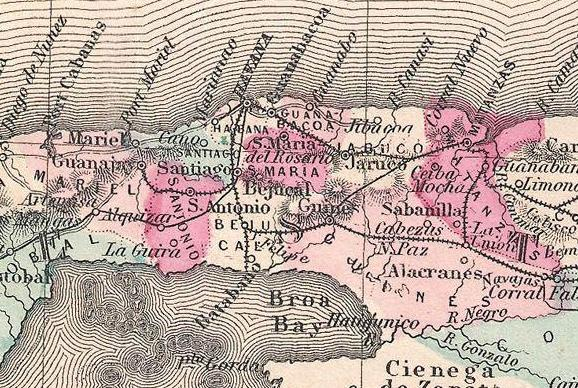
Mapa de las Jurisdicciones en el territorio de La Habana en 1862. Se muestra la Jurisdicción de Guanabacoa.

El Partido de Bacuranao fue una división administrativa histórica  en la Jurisdicción de Guanabacoa que forma parte del Departamento Occidental de la isla de Cuba. Se trata de un partido de tercera clase  situado en el extremo occidental de la isla  en la costa del golfo de México al este de la  ciudad de La Habana.
El nombre de Bacuranao tiene un origen aborigen y el mismo da nombre al Río Bacuranao, que a su vez sirvió para denominar el Partido.
En aquellos años el pueblo de Bacuranao correspondía al actual pueblo de Barreras, que se conocía como Dolores de la Barrera. La denominación Bacuranao se empezó a asumir para un pequeño caserío surgido en el puente del río de Bacuranao, que es el Bacuranao actual.
En la actualidad existen dos lugares conocidos como Bacuranao. Uno es la Playa de Bacuranao o Boca de Bacuranao en el municipio Habana del Este, en tanto el otro es el pueblo de Bacuranao que es una localidad perteneciente al Consejo Popular Peñalver–Bacuranao ubicado en el municipio de Guanabacoa, en la actual provincia de La Habana antigua Provincia de Ciudad de La Habana.

## Administración y Gobierno

Escudo de la Villa de la Asunción de Guanabacoa

A la cabeza de la administración y gobierno de esta Jurisdicción, se hallaba el teniente gobernador civil, político y militar que reside en la villa de la Asunción de Guanabacoa, con los demás funcionarios y subalternos necesarios. 
La  alcaldía o capitanía de partido también se encuentra en el caserío de Bacuranao.

## Poblamiento
Comprende  el caserío de Bacuranao y las aldeas de Nuestra Señora del Rosario de Cojimar y Dolores.

## Historia
El actual pueblo de Bacuranao se denominó en sus inicios Caserío del Puente de Bacuranao. En 1879 ya contaba con nueve casas,  y tiene su asiento a ambas márgenes del río Bacuranao, aunque su crecimiento inicial fue hacia la margen occidental. Con el decursar del tiempo el término caserío se fue perdiendo y quedó con el nombre actual.